# 西白根
西白根（にししろね）は、新潟県新潟市南区の町字。郵便番号は950-1262。

## 概要
1901年（明治34年）から現在までの大字で、越後平野中部の信濃川支流中ノ口川左岸に位置する。もとは江戸時代から1901年（明治34年）まであった白根村の区域の一部。

### 隣接する町字
北から東回り順に、以下の町字と隣接する。
- 味方
- 下曲通
- 木滑
- 西蒲区井随

※ 中ノ口村を挟んで七軒町、能登、白根魚町、白根、上下諏訪木と隣接。

## 歴史
- 1901年（明治34年）11月1日 : 合併により味方村の大字となる。
- 2005年（平成17年）3月21日 : 合併により新潟市の大字となる。
- 2007年（平成19年）4月1日 : 新潟市の政令指定都市移行により、南区の大字となる。

## 世帯数と人口
2018年（平成30年）1月31日現在の世帯数と人口は以下の通りである。
| 大字   | 世帯数  | 人口    |
| ------ | ------- | ------- |
| 西白根 | 534世帯 | 1,597人 |

## 小・中学校の学区
市立小・中学校に通う場合、学区は以下の通りとなる。
| 番地 | 小学校             | 中学校             |
| ---- | ------------------ | ------------------ |
| 全域 | 新潟市立味方小学校 | 新潟市立味方中学校 |

## 交通

### 鉄道
新潟交通電車線（廃止）
- 白根駅 - 千日駅

### 道路
県道
- 新潟県道325号黒埼新飯田線

### バス
新潟交通路線バス
- 郊外線（大野・白根方面）
  - 白根下停留所 - にししろね保育園前停留所 - 白根中停留所 - 白根上停留所 - 千日停留所 - 千日下停留所
    - 820 味方線 平島・ふるさと村・大野・味方経由 月潟方面
    - 821 味方線 平島・ふるさと村・大野・味方経由 潟東方面